# Mundsperre
Eine Kiefer- oder Mundsperre war ein Folterinstrument im Mittelalter. Sie hatte in etwa die Form eines Trichters oder einer Röhre und diente dazu, zum Beispiel bei Verhören den Mund des Verdächtigten offen zu halten. Sie ist in gewissem Sinne das Gegenteil eines Knebels.

## Verwendung
Die Mundsperre wurde eingesetzt, damit der Verdächtigte oder Angeklagte seinen Mund nicht schließen konnte. Je nach Verarbeitung und Tragedauer konnte die Mundsperre starke Schluck- und Kieferschmerzen hervorrufen. Außerdem empfanden die Verdächtigten das Tragen der Mundsperre während der Verhöre oft als beschämend, weil sie dabei nicht mehr in der Lage waren, richtig zu sprechen. Überdies konnten sie ihren Speichelfluss nicht mehr kontrollieren, was die Verhörten noch stärker demütigte.

## Verwandte Themen
- Peinliche Befragung
- Kieferspreizer
- Folter